# Marlin Stutzman

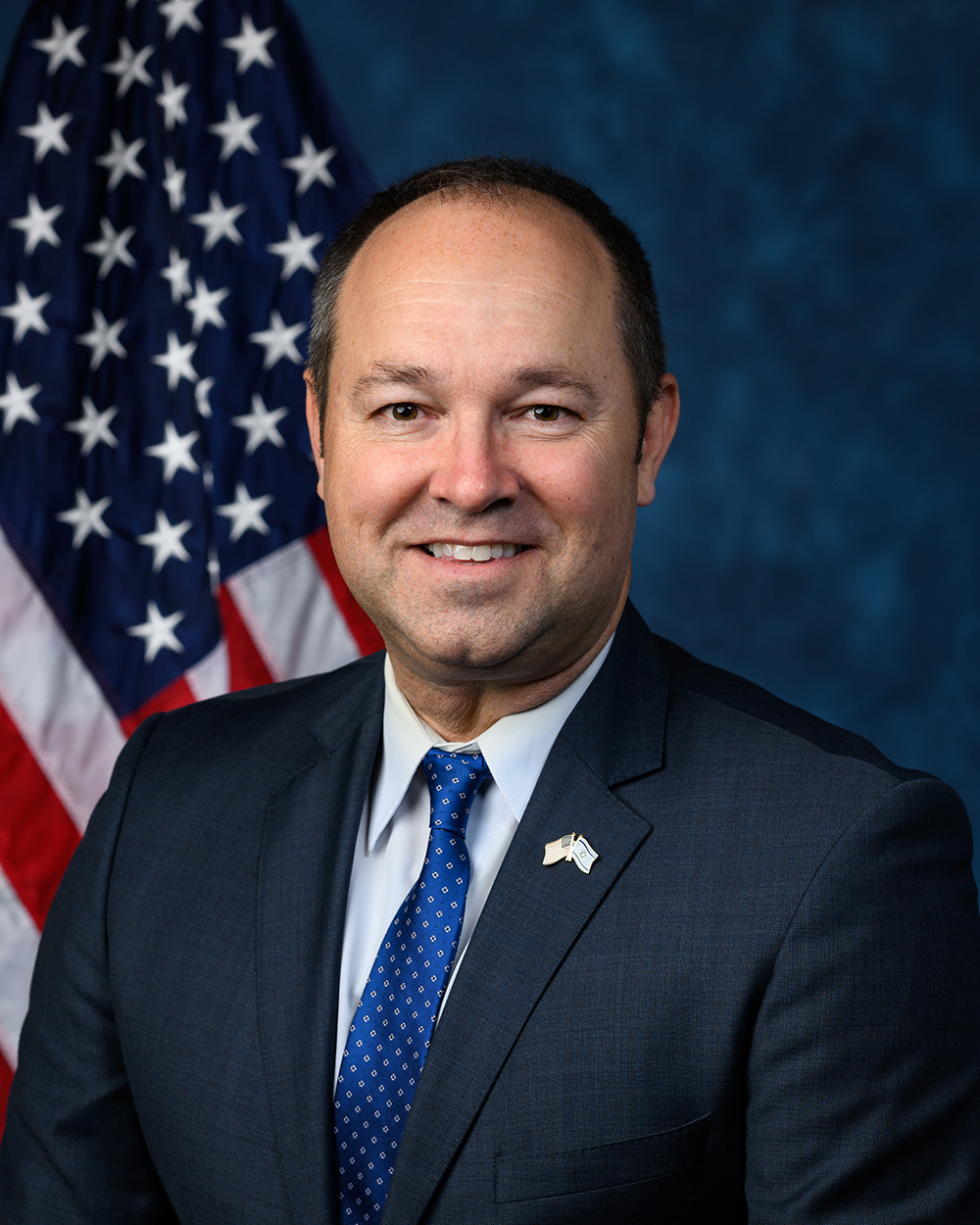
Marlin Stutzman (2024)

Marlin Andrew Stutzman (* 31. August 1976 in Sturgis, Michigan) ist ein US-amerikanischer Politiker der Republikaner. Zwischen 2010 und 2017 vertrat er den Bundesstaat Indiana im US-Repräsentantenhaus. 2024 trat er erneut im 3. Kongresswahlbezirk Indianas an und wurde erneut in das Repräsentantenhaus gewählt.

## Werdegang
Marlin Stutzman besuchte die Lake Area Christian High School in Sturgis und danach die Trine University in Angola (Indiana). Er beendete seine Ausbildung am Glen Oaks Community College in Centreville. In den folgenden Jahren arbeitete er als Farmer und Geschäftsmann. Er betreibt die Firma Stutzman Farms Trucking. Politisch wurde er Mitglied der Republikanischen Partei.
Zwischen 2002 und 2008 saß er als Abgeordneter im Repräsentantenhaus von Indiana; in den Jahren 2009 und 2010 gehörte er dem Staatssenat an. Im Jahr 2010 strebte er erfolglos die Nominierung für die Wahlen zum US-Senat an, wobei er in der Primary den zweiten Platz hinter dem späteren Wahlsieger Dan Coats belegte. Nach dem Rücktritt des Kongressabgeordneten Mark Souder wurde Stutzman bei der fälligen Nachwahl für den dritten Sitz von Indiana als dessen Nachfolger in das US-Repräsentantenhaus in Washington, D.C. gewählt, wo er am 2. November 2010 sein neues Mandat antrat. Gleichzeitig wurde er für die am 3. Januar 2011 beginnende Legislaturperiode in den Kongress gewählt; er setzte sich dabei mit 63 Prozent der Stimmen deutlich gegen den Demokraten Thomas Hayhurst durch. Stutzman war zwischenzeitlich Mitglied im Landwirtschaftsausschuss, im Haushaltsausschuss und im Veteranenausschuss sowie in insgesamt vier Unterausschüssen. Später wurde er Mitglied im Finanzausschuss. Nach zwei Wiederwahlen konnte er am 3. Januar 2015 eine weitere zweijährige Amtszeit als Kongressabgeordneter antreten. Im Jahr 2016 kandidierte er nicht mehr. Stattdessen bewarb er sich erfolglos um einen Sitz im US-Senat. Am 3. Januar 2017 endete sein Mandat im Kongress.
Zur Wahl 2024 trat er erneut an und wurde im 3. Kongresswahlbezirk Indianas in das Repräsentantenhaus gewählt.
Mit seiner Frau Payton hat Marlin Stutzman zwei Kinder.